# Rivière Saint-Charles (Valleyfield)
Pour les articles homonymes, voir Saint-Charles et Rivière Saint-Charles.
La rivière Saint-Charles est un cours d'eau prenant sa source à Salaberry-de-Valleyfield, dans la municipalité régionale de comté (MRC) de Beauharnois-Salaberry, dans la région administrative de la Montérégie, au sud-ouest de la province de Québec, Canada. Elle sépare la Grande-Île et l’île de Salaberry, qui se situent environ à 50 km à l’est de Montréal. Elle mesure une dizaine de kilomètres et a un dénivelé de 24 mètres.

## Géographie
Dans les faits, la rivière Saint-Charles est un bras du fleuve Saint-Laurent plutôt qu'une rivière distincte. Elle commence à l’est du lac Saint-François à Salaberry-de-Valleyfield et traverse Saint-Timothée, et puis circule à l’ouest du Lac Saint-Louis. A l’est du Lac Saint-François, étaient deux chenaux : le Chenal Nord et la rivière Saint-Charles. Elle s’appelait dans ce temps le Chenal Perdu. À cause des chutes, des canaux ont été construits. Le Vieux Canal Beauharnois, Le Canal de Soulanges (les deux ne sont plus utilisés), et le nouveau Canal Beauharnois ont contribué au changement des débits de la rivière. Historiquement, la rivière était une source considérable de puissance hydro pour les usines à Salaberry-de-Valleyfield.  Ce qui a favorisé le développement d’une grande portion des rives. 
La rivière Saint-Charles est dans la région physiographique Plaine Saint-Laurent. Le soubassement de la région est calcaire plat. Mais le paysage est défini par les dépôts glaciers.  Le sol est en général profond et arable. Avant sylviculture considérable, la région était un mélange de forêt et marais, maintenant elle est un ensemble de fragments isolés. La partie entre le Lac Saint-François et le Lac Saint-Louis était auparavant un environnement fluvial diversifié en flore, maintenant elle est transformée en un maigre flore lacustre.  
La rivière Saint-Charles n’a pas connu beaucoup de barrage, néanmoins l’habitat a été assez dégradé. La plaine Saint-Laurent et les Grandes Lacs sont les zones les plus urbanisées au Canada. La plupart des populations de Canada y habitent et travaillent. Des travaux de fabrication. Agricoles et industriels se sont développées aux bords des rives dans la région. Seulement 15 % des rives sont encore naturelles aujourd’hui. La municipalité de Salaberry-de-Valleyfield a acheté une section de ces rives. 

### Migration des poissons
À cause des barrages faits sur le fleuve, certaines espèces de poissons n’arrivent pas à migrer. Ainsi, certaines espèces migrent en aval en traversant le barrage Beauharnois.  Cependant, quelques-unes, par exemple l’anguille et l’esturgeon, ne peuvent pas passer dans les turbines du barrage. 
La rivière Saint-Charles n’ayant qu’un petit barrage est donc un endroit intéressant pour la migration des poissons. Une passe migratoire à poissons a été mise en place pour aider la migration. Les données témoignaient que la passe a marché pour quelques espèces.

## Histoire
Les hommes ont commencé à vivre dans la région quelque temps après le retrait des glaciers il y a 8000 ans. Avant le développement industriel, la rivière et la région ont été utilisées pour l’agriculture par les iroquois et les colons européens. Au milieu du XIXe siècle, la rivière a été reconnue pour son potentiel hydroélectrique et les usines y ont commencé à être construits. Le vieux Canal Beauharnois a été construite en 1845 et sa puissance a été harnachée par un moulin scié. À l’époque, le moulin fournissait le papier pour les journaux du Canada. Ainsi, grâce à son potentiel hydroélectrique, les côtes de la rivière Saint-Charles ont connu une grande histoire industrielle. Néanmoins pendant cette période, la santé de la rivière a été négligée. Après la construction du  canal en 1845, la rivière Saint-Charles a été barrée au début pour contrôler le débit. Jusque dans les années 1970, son écoulement a été gardé très bas pour laisser le maximum débit dans les canaux. Cependant, beaucoup de déchets ont été jetés dans la rivière par les usines, et la conséquence est qu’elle devenait de plus en plus polluée. En raison de l’accumulation des déchets, un accord a été conclu entre Hydro-Québec et la ville de Salaberry-de-Valleyfield d’augmenter le débit de 30m3/s pour baisser les odeurs désagréables. Après ça, le débit était plus au moins constant, mais peu d’efforts ont été faits pour nettoyer la rivière. Quelques études témoignaient que la qualité des eaux de la rivière Saint-Charles est basse. En fait, la rivière est plus sèche que le reste du fleuve Saint-Laurent. Les industries proches de la rivière ont jeté des déchets dans la rivière, ce qui lui a valu parfois le nom «la rivière des étrons». 

## Recréation
Salaberry-de-Valleyfield est connue pour sa passion pour les sports de l’eau. Il y a une course d’eau vive de niveau international sur la rivière Saint-Charles. La course a été désignée en 2002 pour kayak et il y a 300 m de rapides Class I à Class III. La course est surtout bonne pour les courses de kayak parce que le niveau d’eau est contrôlé au début et est plus au moins constat. Les championnats nord-américains U23 2009 et les championnats canadiens 2004 y ont eu lieu.